# ضرب‌المثل

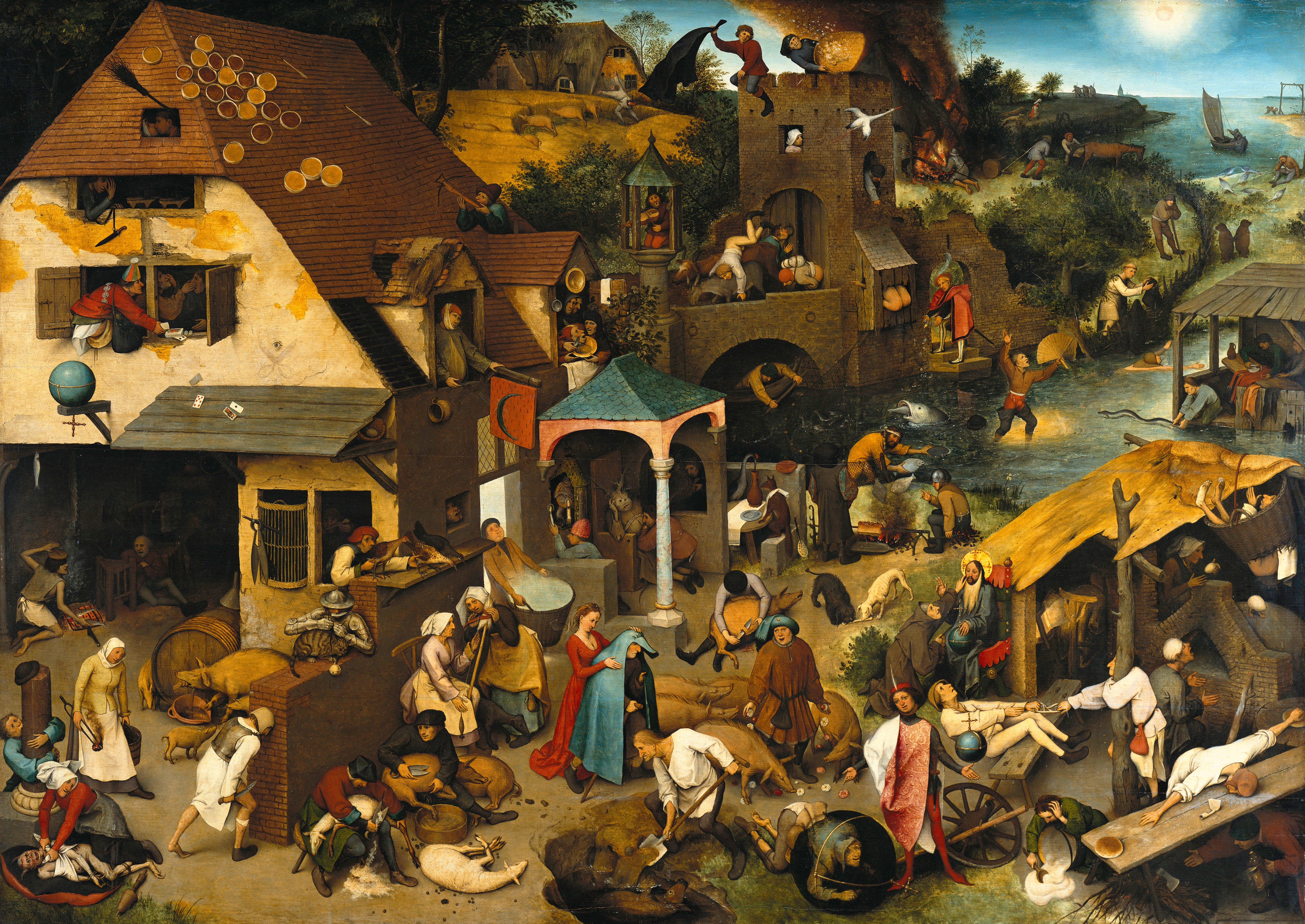
ضرب‌المثل‌های هلندی اثر پیتر بروگل

ضرب‌المثل یا زبانزد که در لاتین به آن "proverbium" گفته می‌شود، گفتاری سنتی و ساده است که حقیقتی را که بر پایهٔ عقل سلیم یا تجربه می‌توان درک کرد، می‌رساند. زبان‌زدها بیشتر استعاری هستند و نمونه‌ای از زبان فرمولی دانسته می‌شوند. عبارت زبان‌زدی نیز گونه‌ای گفتار متعارف است که مانند زبان‌زد بوده و به روایت شفاهی نقل شده است. تفاوت این است که زبان‌زد یک عبارت ثابت است، در حالی که یک عبارت زبان‌زدی اجازه می‌دهد دگرگونی‌هایی متناسب با دستور زبان نوشتار ایجاد شود. در کل، آن‌ها یک ژانر فولکلور را می‌سازند.
برخی زبانزدها به بیش از یک زبان وجود دارند زیرا مردم آن‌ها را از زبان‌ها و فرهنگ‌هایی که با آن‌ها در تماس هستند، وام می‌گیرند.

## بررسی نظر کارشناسان
دانشمندان و زبان‌شناسان نامدار هنوز تعریفی جامع و کامل برای کلمهٔ ضرب‌المثل نیافته‌اند. گرچه در این راستا تحقیقات بسیار ارزشمندی صورت گرفته و تفاسیر معتبری نیز ارائه شده است. علی‌اکبر دهخدا در مقدمهٔ امثال و حکم چنین می‌نویسد:

 «در زبان فرانسوی هفده لغت یافت می‌شود که در فرهنگ‌های عربی و فارسی همهٔ آن‌ها را «مَثَل» ترجمه کرده‌اند، و در فرهنگ‌های بزرگ فرانسوی تعریف‌هایی که برای آن‌ها نوشته‌اند، مُقنِع نیست و نمی‌توان با آن تعریفات، آن‌ها را از یکدیگر تمییز داد.»
محقق معروف، آرچر تیلور، که تحقیقاتش در اوایل قرن بیستم تأثیری شگرف در این زمینه داشته است، نتوانست تعریفی جهان شمول برای "امثال و حکم" پیدا کند. وی در کتاب معروف خود∗ اظهار می‌کند که تعریفی برای "امثال و حکم" نمی‌تواند وجود داشته باشد. با این وجود تعاریف مختلفی از گذشته تا حال ارائه شده است که مهم‌ترینِ آن‌ها تعریف فردریش سیلر است. وی "امثال و حکم" (ضرب‌المثل) را این چنین تعریف کرده است:
به عنوان مثال ضرب المثل شنونده باید عاقل باشد به معنی آن است که اکنون شنونده عاقل نیست و به او گوش زد می‌کنیم که عاقل باشد،
به نقل از حسین بهرامی.

## تاریخ پیدایش
آنچه به صورت علم در تاریخ ثبت شده است، اندیشه پیشگامان فلسفه در صدهاسال قبل از میلاد مسیح است. فلسفه قبل از سقراط ناظر بر علوم طبیعی بود و با اخلاقیات و دین و آئین مردم و سایر اعتقادات فکری و تربیتی آن دوران، کاری نداشت. فلاسفه تمام کوشش و توان خود را به بحث و بررسی در مورد علوم مادی و فعل و انفعالات طبیعی نموده و توجه خود را صرف علم‌الاشیاء می‌کردند. آنچه جزو علم و دانش آن زمان محسوب نمی‌شد اخلاقیات و اصول اخلاقی و آراء معنوی جامعه بود. علی‌رغم بی‌توجهی به این مهم، از بدو تشکیل اجتماعات شهری و تمدن‌های باستانی، حتی قبل از ظهور ادیان بزرگ، انسان‌ها به ضرورت اخلاق و ادبیات و فرهنگ وابسته به آن پی برده و به اهمیت آن در زندگی خود، آگاهی داشتند. امثال و حکم نیز قبل از طبقه‌بندی علوم و قرن‌ها پیش از ظهور فلاسفه، وجود داشته است. انسان اجتماعی، از تشخیص میان خوب و بد عاجز نبوده است و بر اساس تجربه و برخورداری از اساطیر و داستان‌های موجود، طبق نیاز و شرایط خود، به ساختن ضرب‌المثل وعبارات و اصطلاحات اخلاقی پرداخته است. افکار سقراط در توسعه و رشد اخلاق نقش عمده دارد. وی اخلاق را مهم‌تر از سایر بخش‌های علوم و به‌طور کلی فلسفه نظری می‌داند. سیسرو گفته است که سقراط فلسفه را از آسمان به زمین آورد. این گفتار بدین معنی است که انسان را به عنوان مرکز ثقل و محور مباحثات فلسفی قرار می‌دهد. شاگردان سقراط یعنی ارسطو و افلاطون دنباله بحث اخلاق را گرفته و به آن شکل علمی و فلسفی دادند. علم اخلاق به خصوص مرهون مساعی ارسطو است که برای آن اصول و مبانی قائل شد و این قواعد را در دسترس مردم قرار داد.∗
بر اساس متون تاریخی اولین‌بار ارسطو به جمع‌آوری امثال و حکم و تحقیق علمی آن اقدام نمود که متأسفانه رساله او بنام «امثال و حکم»∗، از بین رفته است. در یونان باستان فلاسفه، شعرا و نویسندگانی مانند:افلاطون، آپولونیوس، سوفکلس، همر، آریستوفان، آیشیلس، اوریپیدس و دیگران با بکار بردن «امثال» در آثار خود، آن را به عنوان بخشی از ادبیات، هم ردیف امثال سایره قرار داده‌اند. نویسندگان و فلاسفه رومی مانند: پلاتوس، ترِنس، هوراس و سیسرو هم نوشته‌های خود را مزیّن به امثال و حکم نموده ولی هیچ‌کدام به جمع‌آوری یا تحقیق در پیرامون آن نپرداخته‌اند، ضمن اینکه اکثر مثل‌های موجود در ادبیات رومی، متکی بر امثال و حکم یونانی است که بعداً اروپائیان به ترجمه آن‌ها اقدام نموده و به گنجینه فرهنگ عامیانه خود غنای بیشتری دادند. نویسندگان معاصر نیز با استفاده از ضرب‌المثل در آثار خود و تغییر آن‌ها بر اساس ولریسم، چهره‌ای طنزآمیز به ادبیات بخشیده‌اند. نویسندگانی چون برتولت برشت، گونتر گراس، مارتین والزر، اریش کستنر، هانس ماگنوس انسنبرگر و هاینریش بل در آلمان و صادق هدایت، محمدعلی جمال‌زاده، علی‌اکبر دهخدا، ایرج‌میرزا و عارف قزوینی و هنرمندان دیگر در ایران، ستارگان درخشان ادبیات و فرهنگ مردمی هستند و نامشان باقی.
در مورد پیدایش و رواج امثال و اصطلاحات مثلی هیچ گونه اطلاعی در دست نیست. جملاتی که امروزه به عنوان امثال و حکم شناخته شده و در تکلم عموم جاری است، ابتدا گفتار لحظه‌ای و ترواش برق‌آسای اندیشه انسان سخن‌گو بوده که به لحاظ مؤثربودن، دقیق‌بودن و دلنشین‌بودن آن در ذهن شنونده حک و سپس تکرار شده است. اولین گوینده یک عبارت مثلی به همان اندازه ناشناس است که گویندگان و نویسندگان اشعار فولکلوریک و اساطیر باستانی. کتب مقدس مانند تورات، انجیل و قرآن نه تنها یکی از سرچشمه‌های لایزال پند و اندرز می‌باشند بلکه بسیاری از امثال و حکم و اصطلاحات مثلی نیز این منابع اخذ شده‌اند. اگر اناجیل عهد عتیق و عهد جدید را به عنوان منبع امثال و حکم و اصطلاحات مثلی شناخته‌اند، به دلیل ترجمه آگاهانه آن به وسیله نابغه زبان آلمانی، دکتر مارتین لوتر∗ است. ترجمه لوتر یک برگردان تحت‌الفظی نیست بلکه تولّدی دیگر از کتاب مقدس مسیحیان است که عناصر فرهنگی و ادبیات مردم آلمان (اروپا) در آن مؤثر بوده است. به روایتی دیگر، مارتین لوتر ابتدا انجیل را آلمانی کرد و پس آنگاه به مردم آلمان هدیه نمود.
شایان ذکر است که حیات امثال و حکم به دوران قبل از کتابت و نوشتارهای ادیبانه باستانی رسیده که بعداً به صورت نقل‌قول از گفتارهای ناب نوشته در ادبیات عتیق ملل متمدن ضبط شده‌اند. کتیبه‌های متعلق به سومری‌ها که با خط میخی نوشته شده، حاوی امثال و حکمی هستند که محققین «زبان‌شناس»∗ به کشف و ترجمه آن توفیق یافته‌اند. با توجه به مطلب فوق، هر اثر ادیبانه‌ای که ضابط امثال و حکم باشد، نباید بدون تحقیق و بررسی، منشأ و مبدأ آن مَثَل تلقی گردد. بسیاری از امثال پیش از اینکه در آثار نویسندگان یا شعرا ظاهر شوند، مدت‌ها در زبان و گویش عامیانه مردم رایج و سایر بوده و همانند افسانه‌ها و قصه‌ها، سینه به سینه نقل شده‌اند. در کنار منابع شفاهی و گویشی، اهمیت ضبط و نگارش ادبی امثال و حکم، امثال سایره و اصطلاحات مثلی را نباید نادیده گرفت. از این طریق نیز بسیاری از اشعار مردم‌پسند به لحاظ تکرار مداوم و انتشار آن‌ها در دور و نزدیک، به قلمرو امثال و حکم راه یافته و با اقبال مردم مواجه شده‌اند. اکثر قریب به اتفاق امثال و حکم اروپایی، ریشه در ادبیات قدیم یونان، روم و همچنین انجیل عهد قدیم و جدید دارد. قرن بیستم نیز زمینه‌ای بسیار مناسب برای ایجاد مثل و عبارات مثلی به وجود آورده است. امثال و حکم و اصطلاحات مثلیِ متولد در قرن نوزده و بیست، در زبان‌های غیر اروپایی نیز رواج یافته است.∗ در سال‌های اخیر به لحاظ توسعه تبلیغات و آگهی‌های تجارتی و استفاده از امثال به منظور کسب اعتبار برای کالاهای تجاری، و نقش رسانه‌های گروهی، اصطلاحات و امثال جدیدی به مِنَصّه ظهور رسیده، بنابراین دوران طرح و انتشار امثال و حکم به سر نیامده است.